# U.M.A
U.M.A（ユーマ、1975年3月25日 - ）は、未確認動物（UMA）をモチーフにした日本の覆面レスラー。

## 経歴
2001年8月11日、プロレスリング華☆激枇杷島スポーツセンター第2競技場大会で青柳政司が率いる誠心会館所属選手として送り込まれた謎の空手家覆面レスラーとしてKAZEとタッグを組んで対"ナスティ"ブラック・パンサー&ハンサム・リー組戦でデビュー。同年、華☆激に入団して誠心会館とのダブル所属となる。

## 得意技
ムーンサルトプレス
ファルコンアロー
バズソーキック
仰向けになった相手の上半身を起こして相手の左側頭部を振り抜いた右足の甲で蹴り飛ばす。
各種キック

## 入場曲
- 初代 : U.M.A（Satoshi）
- 2代目 : WE ARE THE SWALLOW（村田健司）

## タイトル歴
- IORIMPIA無差別級王座

## エピソード
プロ野球球団「東京ヤクルトスワローズ」のファンで以前、U.M.Aがヤクルトスワローズの五十嵐亮太にヤクルトスワローズデザインのU.M.Aマスクをプレゼントしたことがある。2007年11月23日、神宮球場で行われた「東京ヤクルトスワローズ 2007ファン感謝デー」で五十嵐がU.M.Aマスクを被ってスワローズマンとして登場すると場内はどよめきと笑い声が沸き起った。